# Porta Urbica (Syrakus)

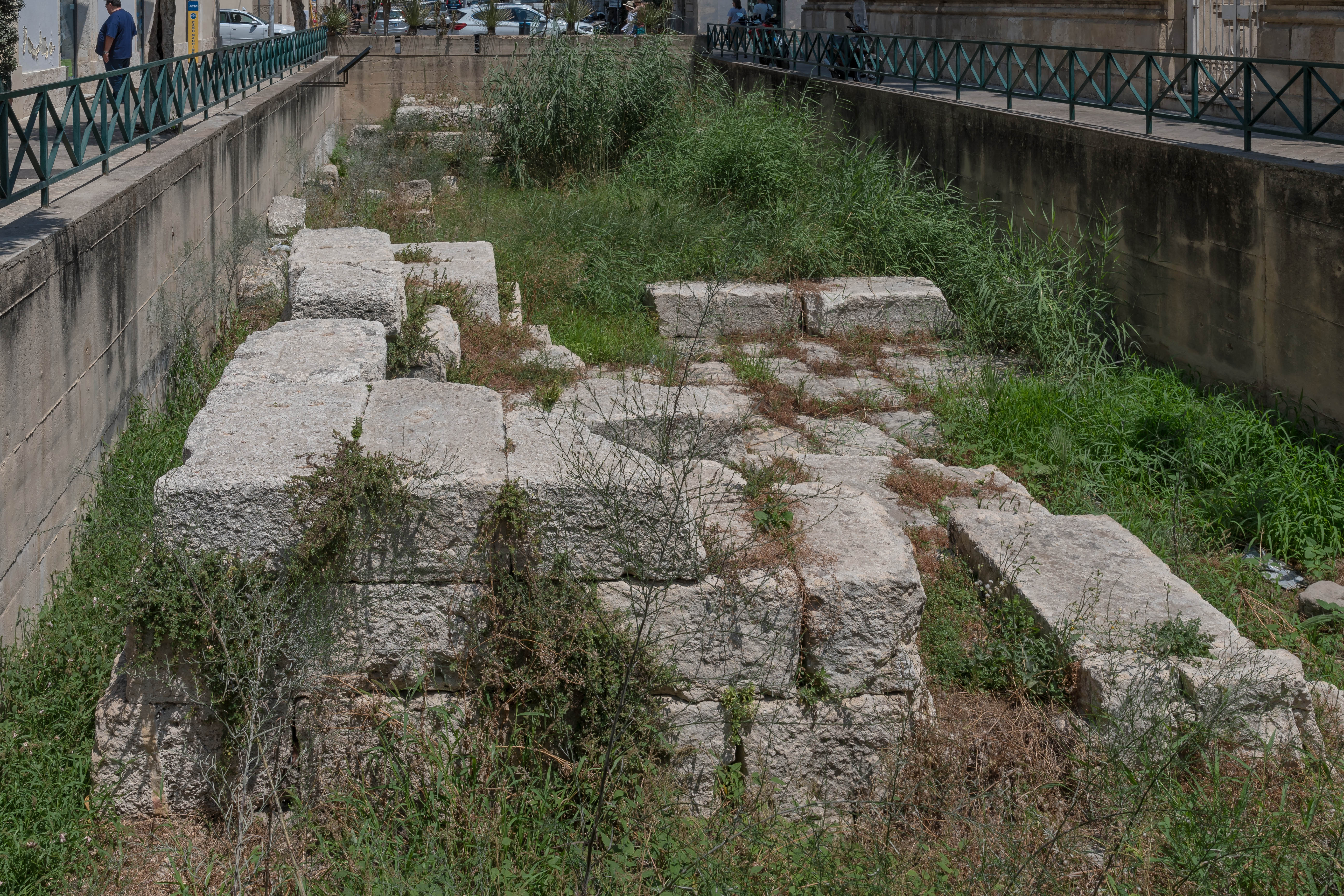
Erhaltener Stadtmauerabschnitt der Porta Urbica von Süden

Die Fragmente des antiken Stadttors Porta Urbica auf der Insel Ortygia in Syrakus sind heute die einzigen archäologischen Zeugnisse der insularen Stadtmauern, die unter Dionysios I. am Ende des 5. Jahrhunderts v. Chr. errichtet wurden. Der Tyrann versah nach dem ersten Krieg gegen Karthago vorsorglich Ortygia mit einem Mauerring, da die Kernstadt ihm zukünftig als armierter Ausgangs- und Rückzugsort dienen sollte. Das befestigte Ortygia war aufgrund der Insellage die autarke Basis einer umfassenden Wehrmaueranlage, die Dionysios I., in Erwartung kommender Konfrontationen mit Karthago, auf dem Festland um Syrakus erweiterte.
Der in den Jahren 1977/78 anlässlich von Kanalisationsarbeiten ausgegrabene Abschnitt der Stadtmauer besteht aus zwei etwa 8,35 Metern breiten, viereckigen Basen von Türmen, die flankierend zu einem wahrscheinlich mit zwei Toren versehenen Durchlass standen. Es wird angenommen, dass durch diesen Eingang eine Straße erreicht werden konnte, die den Apollontempel mit dem Tempel der Athena verbunden hatte.

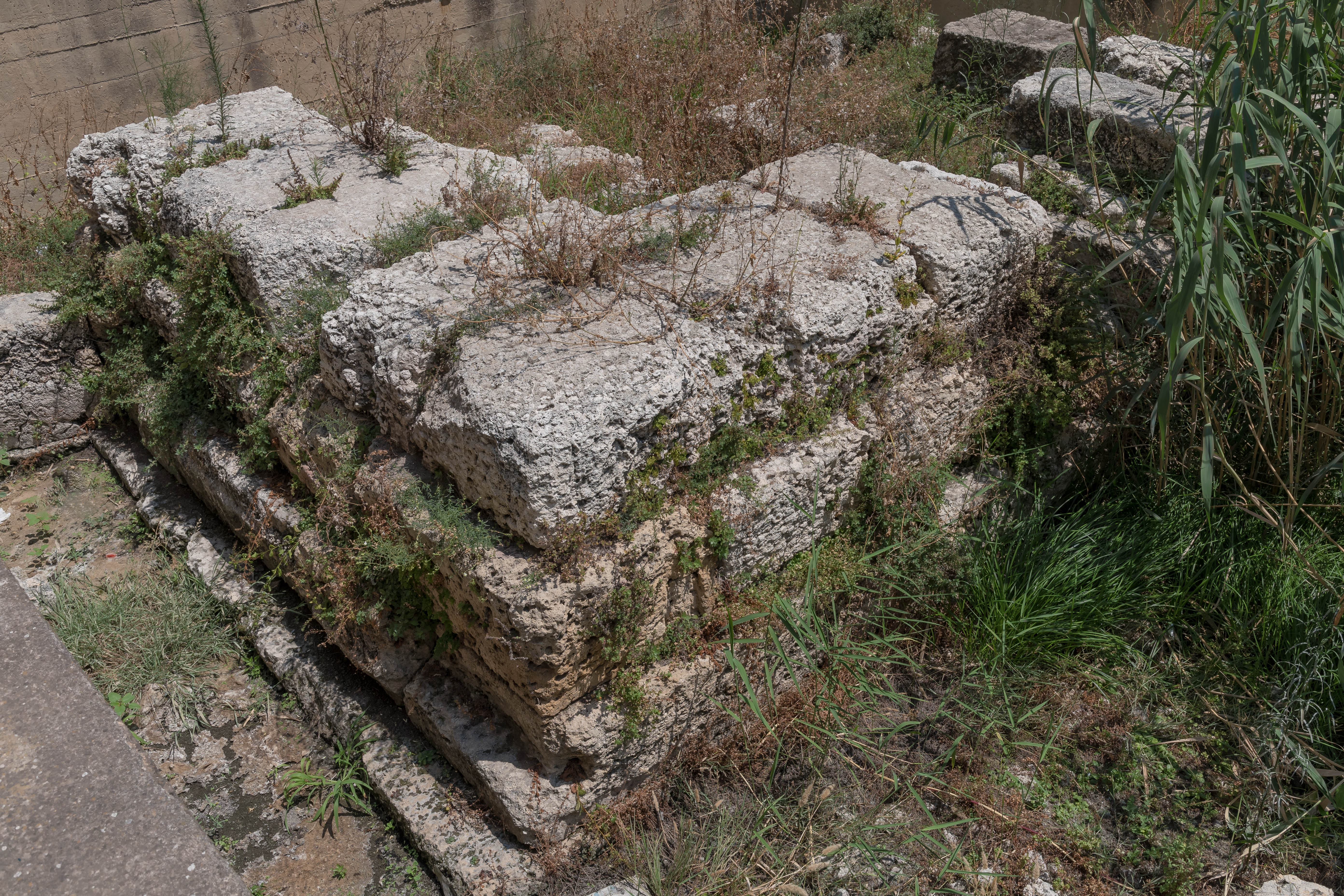
Rechte Turmbasis der Porta Urbica von außen
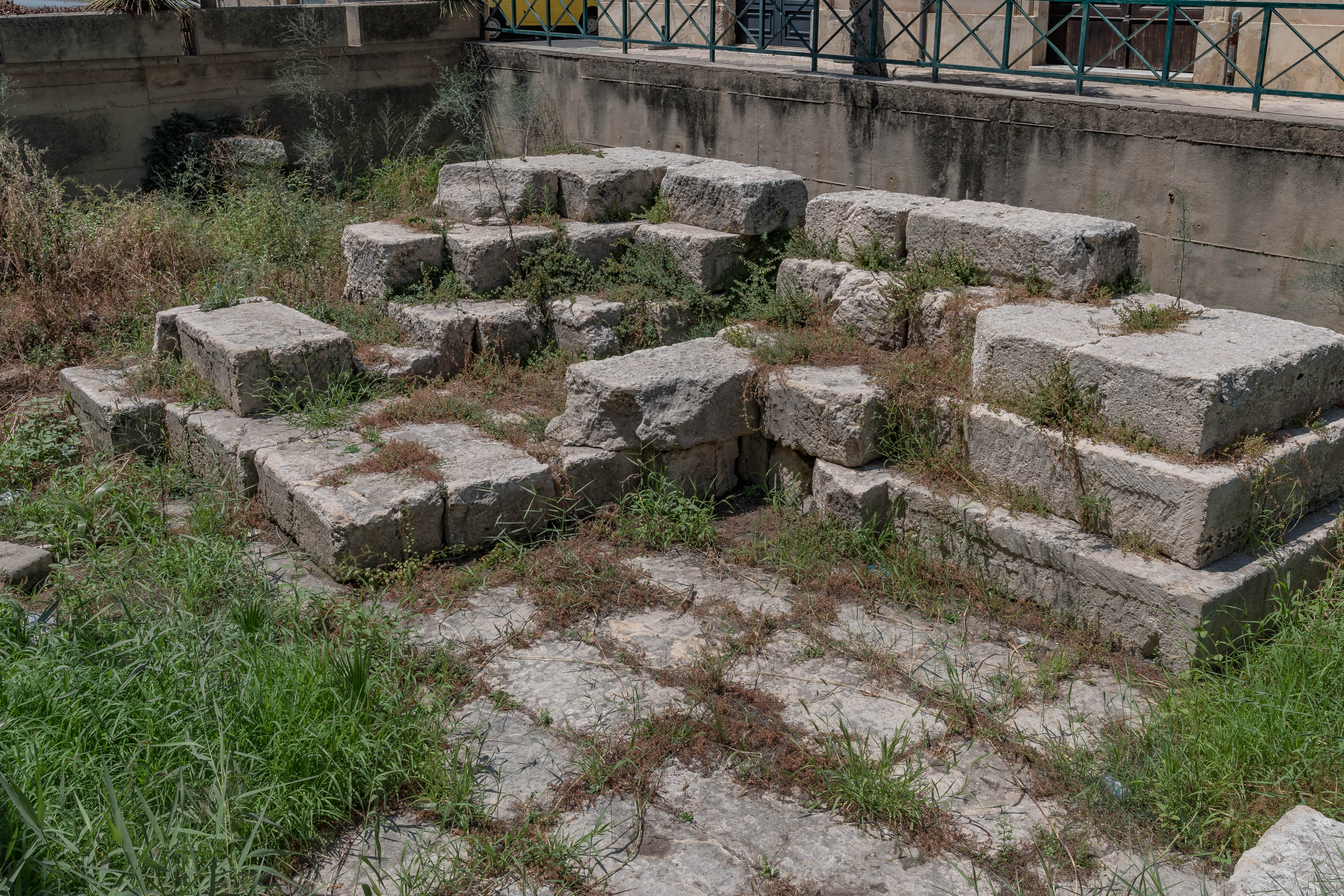
Linke Turmbasis aus Kalkstein von innen
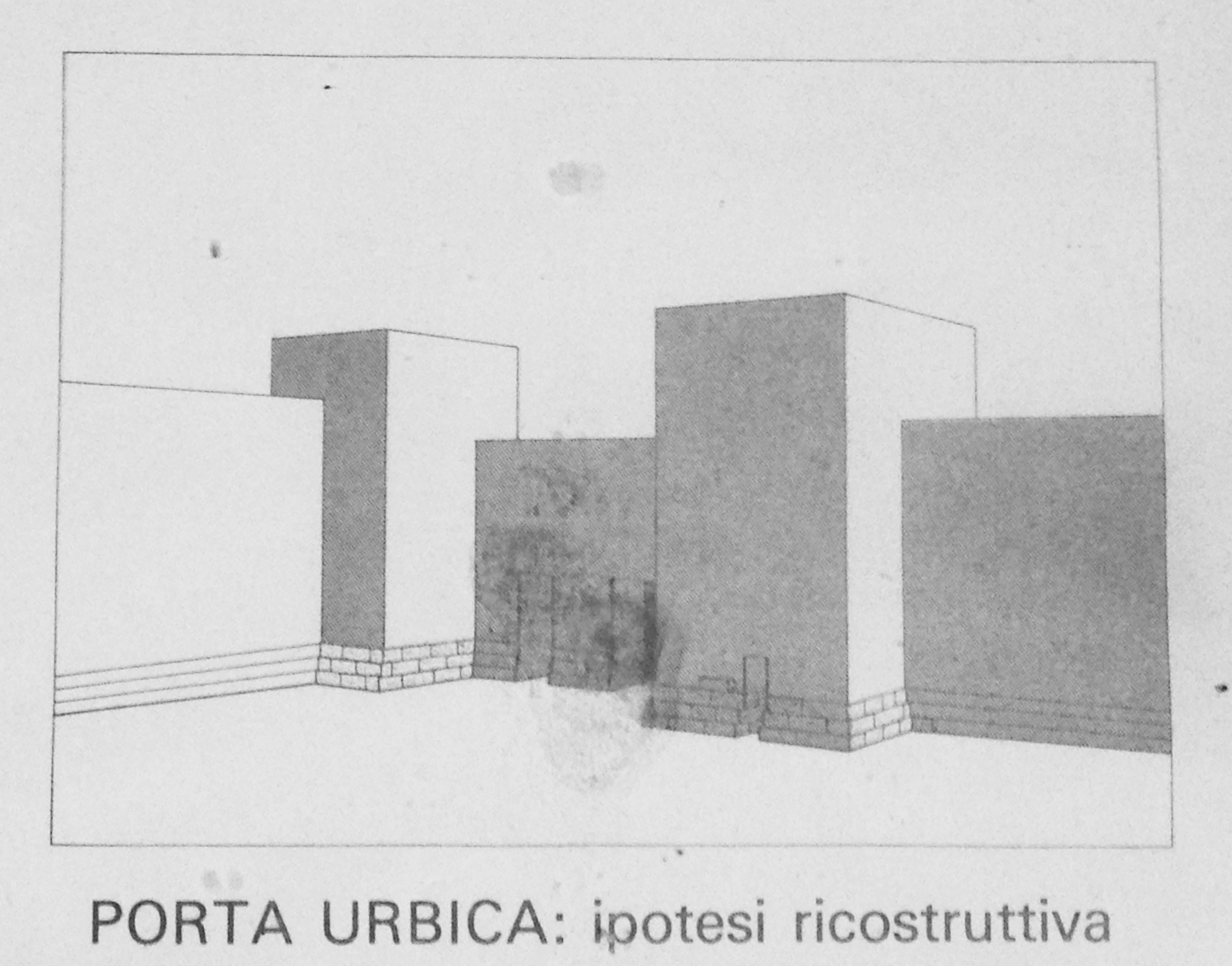
Rekonstruktionsskizze der Porta Ubrica
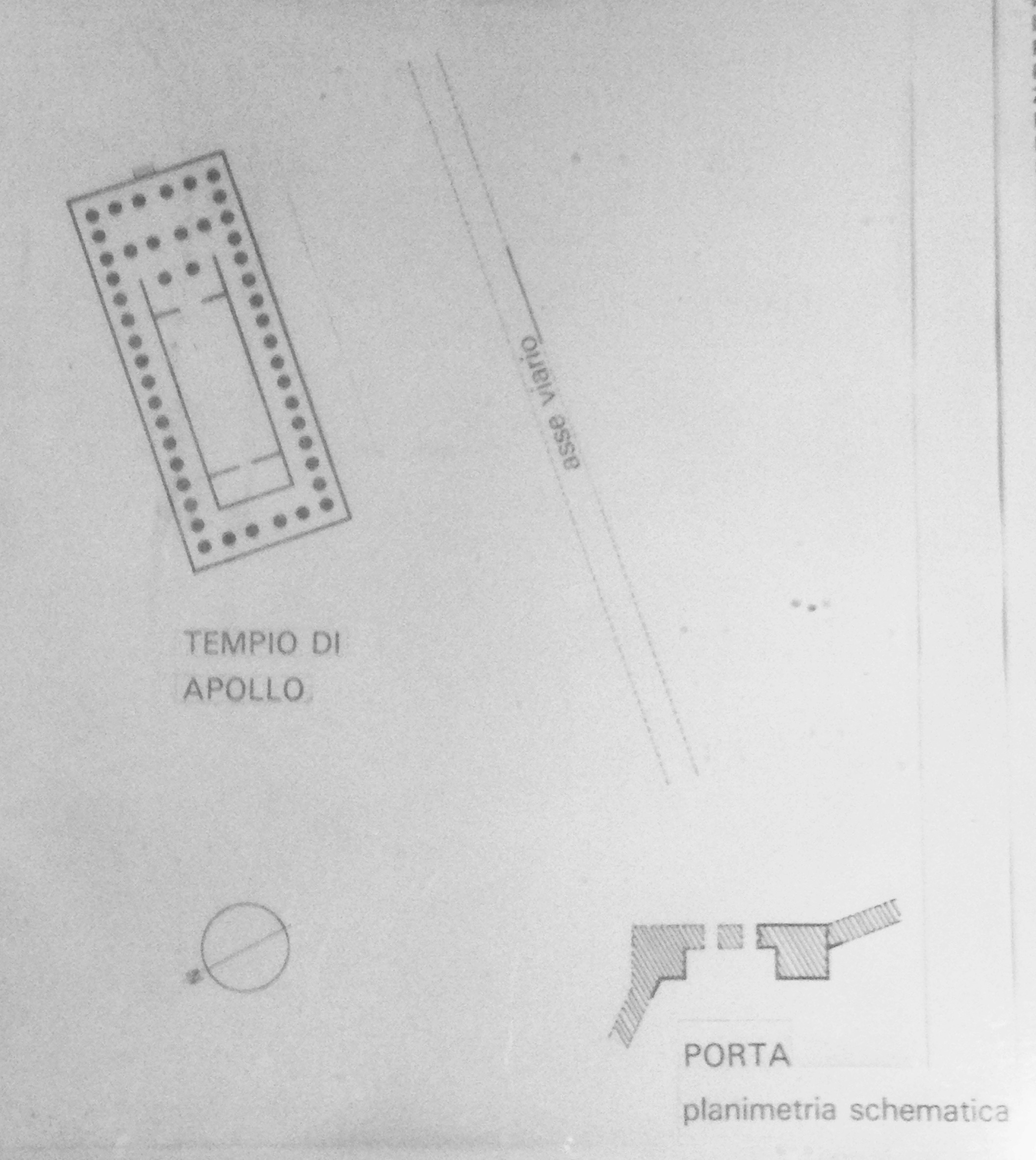
Lageplan der Porta Urbica
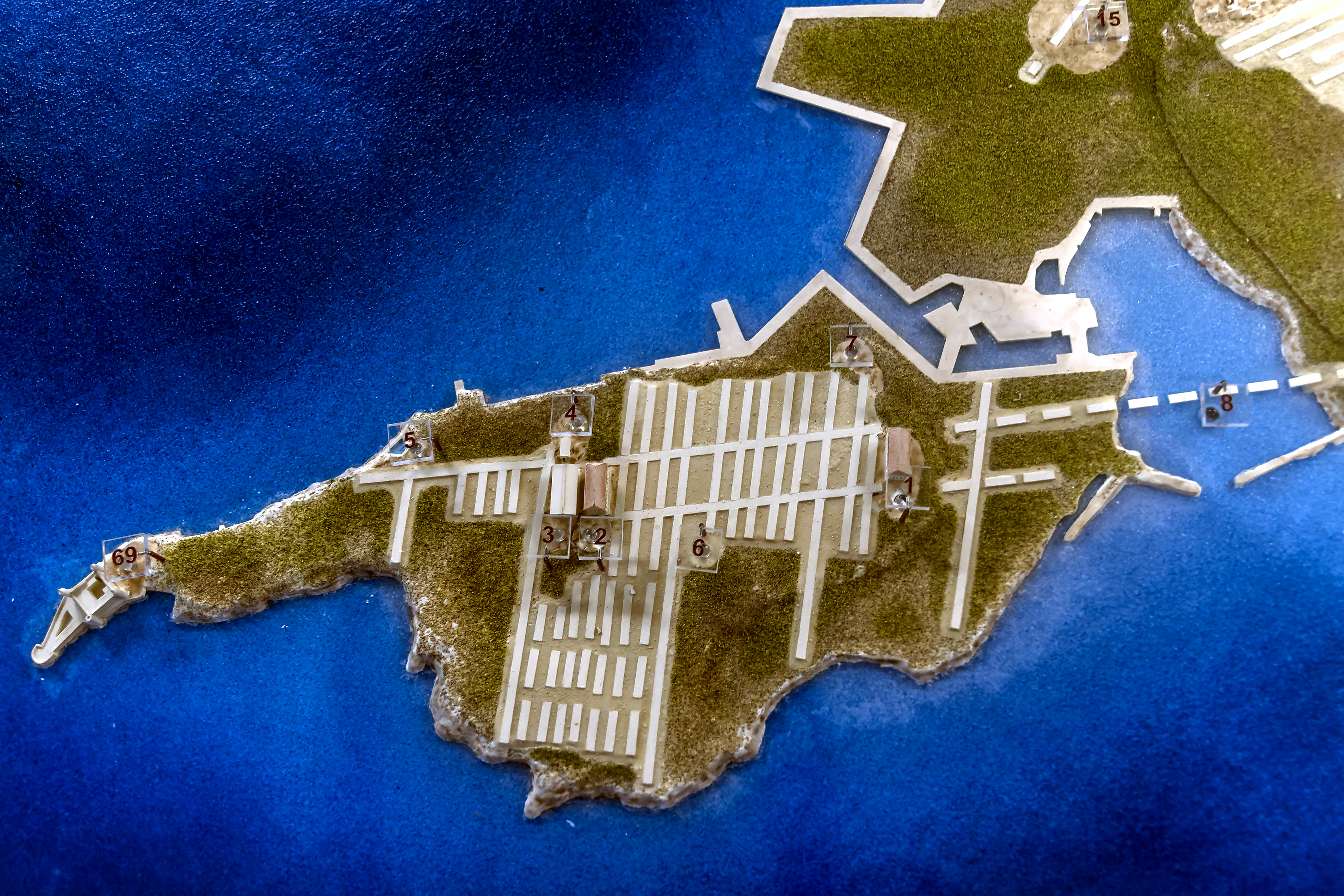
Modellausschnitt vom alten Syrakus. Der Ausschnitt zeigt die Insel Ortygia u. a. mit Lage der Porta Urbica (7), dem Apollontempel (1) und dem Tempel der Athena (3)